# Sistemul frontierelor RDG
Sistemul frontierelor Republicii Democrate Germane (RDG) a fost unul dintre cele mai stricte și bine păzite regimuri de frontieră din lume în perioada Războiului Rece. Acesta a fost conceput pentru a preveni emigrarea cetățenilor RDG către Republica Federală Germania (RFG) și alte țări occidentale.

## Structura și caracteristicile frontierelor RDG-ului
Frontiera RDG-ului era compusă din mai multe componente și avea două segmente principale:
- Frontiera intergermană (cu RFG-ul);
- Frontiera cu alte state socialiste (Polonia și Cehoslovacia).

### Frontiera intergermană
Aceasta era cea mai bine păzită și tehnologic avansată parte a sistemului frontierelor RDG-ului. Caracteristicile sale principale includeau:
- Zonă interzisă – o fâșie de câțiva kilometri unde accesul era permis doar cu autorizație specială;
- Garduri și ziduri de sârmă ghimpată – inițial electrificate, apoi modernizate;
- Terenuri minate și capcane – mine antipersonal și capcane cu arme automate;
- Turnuri de supraveghere – dotate cu soldați înarmați, proiectoare și echipamente optice;
- Drum de patrulare – destinat grănicerilor și vehiculelor de intervenție rapidă;
- Câini de pază – legați pe cabluri pentru a patrula anumite sectoare;
- Zidul Berlinului – construit în 1961 pentru a împiedica fuga locuitorilor din Berlinul de Est în cel de Vest.

### Frontierele cu Polonia și Cehoslovacia
Deși și acestea erau bine păzite, erau mai puțin fortificate decât cea cu RFG-ul. În principal, trecerile erau strict controlate, dar fuga prin aceste frontiere era mai ușoară decât prin Zidul Berlinului sau frontiera intergermană. 

## Supravegherea și măsurile de securitate
Securitatea la graniță era asigurată de Trupele de Grăniceri ale RDG-ului („Grenztruppen der DDR”) și de Ministerul Securității Statului („Stasi”), care folosea informatori pentru a identifica tentative de evadare.
În ciuda acestor măsuri, între 1949 și 1989, aproximativ 5.000 de persoane au reușit să treacă ilegal frontiera, însă peste 600 și-au pierdut viața încercând să fugă din RDG.

## Căderea sistemului de frontieră
În noiembrie 1989, ca urmare a presiunilor populare și a reformelor din blocul estic, guvernul RDG-ist a deschis frontierele, iar Zidul Berlinului a fost dărâmat. În anul următor, a avut loc reunificarea Germaniei, iar sistemul de frontieră al RDG-ului a fost desființat.